# Liste kanadisch-portugiesischer Städte- und Gemeindepartnerschaften
Diese Liste kanadisch-portugiesischer Städte- und Gemeindepartnerschaften führt Städte- und Gemeindefreundschaften zwischen den Ländern Kanada und Portugal auf.
Mindestens fünf Orte beider Länder sind bisher durch Städtepartnerschaften und Kooperationsabkommen verbunden (Stand 2013).

## Liste der Städtepartnerschaften und -freundschaften
| Kanadischer Ort  | Portugiesischer Ort     | Seit | Anmerkung            |
| ---------------- | ----------------------- | ---- | -------------------- |
| St. John´s       | Ílhavo                  | 1998 | Kooperationsabkommen |
| Sainte-Thérèse   | Lagoa                   | 1994 |                      |
| Toronto          | Lissabon                | 1987 | Kooperationsabkommen |
| Sault Ste. Marie | Maia                    | 1999 |                      |
| Laval            | Ribeira Grande (Azoren) | 1997 | Kooperationsabkommen |